# Intermezzo criminal
Intermezzo criminal es una película en blanco y negro de Argentina dirigida por Luis José Moglia Barth sobre el guion de Emilio Villalba Welsh que se estrenó el 5 de junio de 1953 y que tuvo como protagonistas a Olinda Bozán, Pablo Palitos, Dringue Farías y Carlos Castro. También colaboraron Victoria Garabato y su ballet y Rubito Larramendia y su conjunto.

## Sinopsis
Un hombre aparece muerto en un teatro de variedades durante el transcurso de uno de los números por lo que se suspende la función y la policía comienza a investigar.

## Reparto
- Olinda Bozán …Doña Aída
- Pablo Palitos …Gustavo Adolfo Tauber
- Dringue Farías …Carlos
- Carlos Castro "Castrito" ... Castrito
- Maruja Soler “La Mejicanita” …Tamara
- Ubaldo Martínez …Borracho
- Domingo Sapelli …Comisario Barroso
- Hugo De Vieri …Julián Martinelli
- Enrique Zingoni …Zoilo
- Alberto Quiles …Inspector Pedroza
- María Fernanda …Margarita
- Teresa Pintos
- Victoria Garabato
- Andreé Poupon …Solista
- Rubito Larramendia
- Marimba Azcatlán

## Comentarios
El El Heraldo del Cinematografista dijo de la película:

”Agradable comedia, conducida con ritmo ágil y pleno sentido del humor.”

Por su parte Noticias Gráficas opinó:

”Pablo Palitos, Carlos Castro, Ubaldo Martínez no hallan dificultades en animar sus personajes…cada cual realiza sus habilidades personales y para que estas no aparezcan desgajadas se las une con un argumento inflamable, casi siempre reidero.”